# Parisien Du Nord
A Parisien Du Nord című dal az algériai származású Cheb Mami és K-Mel közös 1998-ban megjelent dala, mely Cheb Mami Meli Meli című albumára került fel.

## Megjelenések
CD Single  Virgin – 7243 895557 2 1
1. Parisien Du Nord 3:29 Scratches – Dj Sample
2. Parisien Du Nord (Instrumental)	3:22

## Slágerlista
| Slágerlista (1998)               | Legjobb helyezések |
| -------------------------------- | ------------------ |
| Belgian (Wallonia) Singles Chart | 8                  |
| French SNEP Singles Chart        | 5                  |

## Külső hivatkozások
- Hallgasd meg a YouTube-on[6]